# 申庫爾斯克區

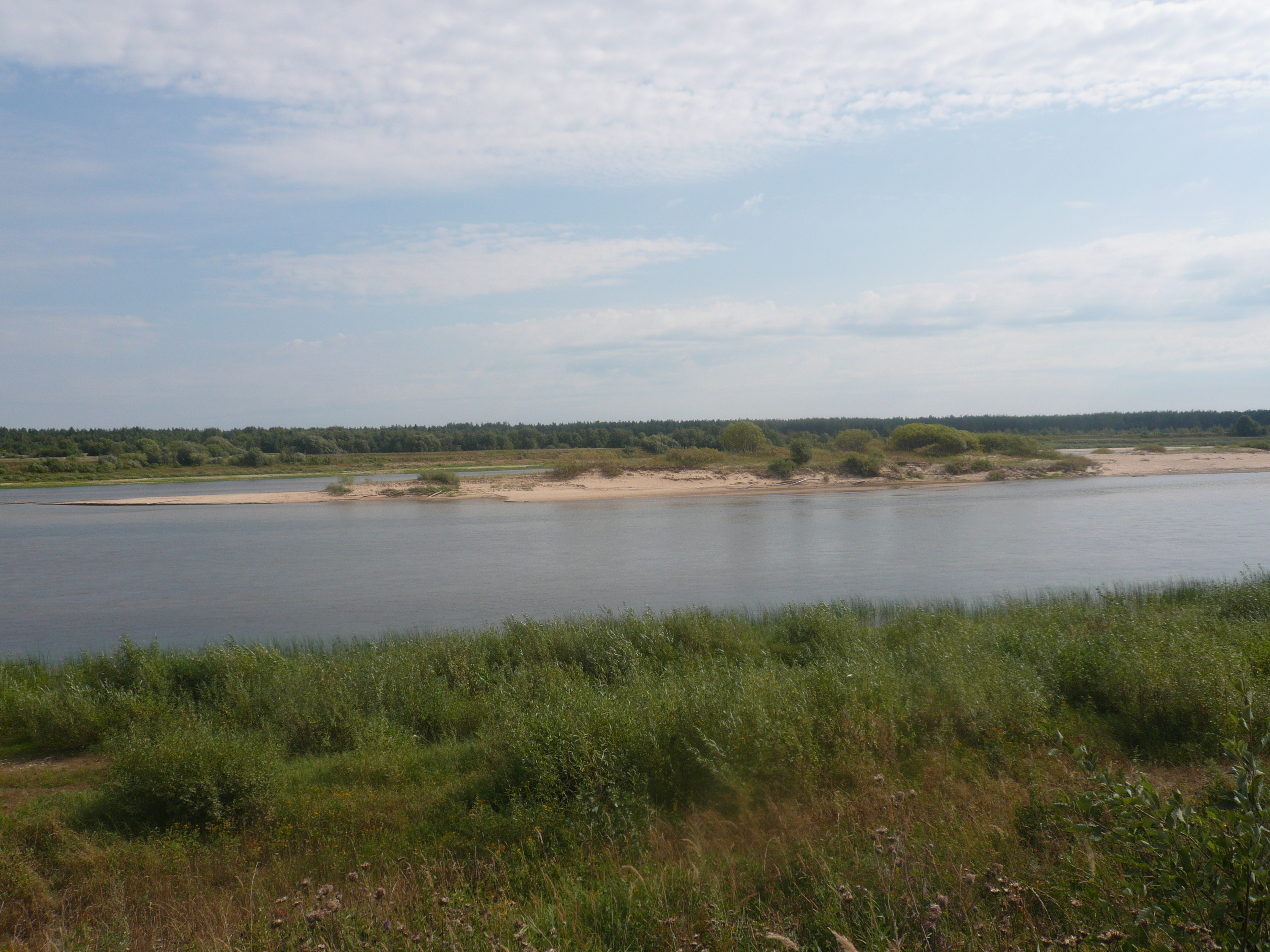

61°04′N 42°06′E / 61.067°N 42.100°E
申庫爾斯克區（俄语：Шенкурский район），是俄羅斯的一個區，位於該國西北部，由阿爾漢格爾斯克州負責管轄，始建於1929年7月15日，面積11,298平方公里，2010年人口15,196，人口密度每平方公里1.35人。